# Alexander Dennis
Alexander Dennis Ltd. è un'azienda britannica attiva nella produzione di autobus.
Nata nel 2000 su iniziativa di Mayflower Corporation come joint venture con Henlys Group, Dennis Group e Plaxton con il nome di TransBus International, la società fu poi messa in vendita nel 2004 e acquistata da un gruppo di investitori scozzesi.

## Storia
Mayflower Corporation acquisì nell'agosto 1995 il costruttore di autobus scozzese Walter Alexander mentre nell'ottobre 1998 acquisì il costruttore inglese Dennis Group. Nel 2000 Mayflower e Henlys Group unirono le loro divisioni per la produzione di autobus in una joint venture denominata TransBus International con le due controllate di Mayflower, ossia Alexander e Dennis che detenevano il 70%, e Plaxton, controllata da Henlys che deteneva il rimanente 30%. L'azienda aveva a disposizione sette impianti dislocati in Inghilterra, Scozia e Irlanda del Nord (Anston, Belfast, Falkirk, Guildford, Scarborough e Wigan) che impiegavano circa 3 300 dipendenti.
Nel 2001 fu pianificata la chiusura dell'impianto di Scarborough in seguito allo scoppio dell'infezione da afta epizootica nel Regno Unito e la produzione di minibus fu spostata a Falkirk. In seguito alle proteste sindacali TransBus raggiunse un accordo con la Transport and General Workers' Union ed investì 20 milioni di sterline per mantenere l'impianto aperto e salvare 200 dei 700 dipendenti impiegati.
La valutazione di mercato della capogruppo Mayflower calò drasticamente nel 2004 e fu posta in amministrazione straordinaria, anche a causa di presunti falsi nei bilanci aziendali. Plaxton fu acquistata da Brian Davidson e Mike Keane mentre nel maggio 2004 un gruppo di imprenditori scozzesi composto da Noble Grossart, David Murray, Brian Souter e Ann Gloag acquisì, attraverso la newco Alexander Dennis Ltd., TransBus. Con l'acquisto fu disposta la chiusura dell'impianto di Belfast mentre nel gennaio 2005 furono concluse le operazioni di produzione a Wigan.
Nel maggio 2007 ADL acquistò nuovamente Plaxton. Nel corso dell'anno successivo l'azienda si accordò con ElDorado National per produrre l'Enviro500 negli Stati Uniti d'America mentre nel 2011 strinse un accordo con Kiwi Bus Builders per esportare i propri prodotti in Nuova Zelanda. Nel 2019 fu acquisita da NFI Group.

## Prodotti

### Produzione attuale

#### Autobus integrali
- Enviro200 (dal 2004)
- Enviro400 (dal 2005)
- Enviro500 (dal 2004)

### Modelli fuori produzione

#### Autocarri
- Sabre
- Rapier
- Dagger
- RS/SS
- DS
- DFS

#### Autobus integrali
- Enviro300 (2004-2015)
- Enviro350H (2010-2014)

#### Carrozzerie autobus
- Pointer (2004-2007)
- ALX300 (2004-2007)
- ALX400 (2004-2006)
- President (2004-2005)

#### Telai autobus
- Dart (2004-2008)
- Javelin (2004-2010)
- Trident 2 (2004-2008)